# Teleaulax
A Teleaulax a Cryptophyceae Geminigeraceae kládjának nemzetsége.

## Történet
D. R. A. Hill írta le először 1991-ben a Teleaulax acuta fajjal. 1992-ben az 1939-ben W. Conrad által Rhodomonas amphioxeiának nevezett fajt átnevezte Teleaulax amphioxeia névre. Novarino et al. 1994-ben a molekuláris filogenetikailag a Teleaulaxszal rokon Plagioselmisbe helyezték.:659
Clay et al. a Teleaulax ismertetőjegyeként a pirenoid előtti nukleomorfot írta le, de akkor az egyetlen ismert belső ultraszerkezetű faja a T. acuta volt, 2010-ben García-Carlos et al. a pirenoid és a sejtmag közti helyét mutatták ki más fajokban.:658–659 Deane et al. 2002-ben a Teleaulaxot meghatározó morfológiai jellemzőket pleziomorfnak, így filogenetikailag kevés információt szolgáltatónak tekintette.:659
2012-ben írták le Laza-Martínez et al. a Teleaulax gracilist és minutát.
A Teleaulax merimbula csak eredeti leírásából ismert, és nem írták le molekulárisan.:658

## Morfológia
Könnycsepp alakú. 1 kloroplasztisza van hármas csoportokban lévő tilakoidokkal, ennek nukleomorfa a pirenoidok és a sejtmag közt van. Hosszú garatja van, nincs bemélyedése,:649 ékszerűen szűkül sejtteste hátul.:658

### Életciklusbeli különbségek
Haploid állapota 3–8 μm hosszú, 2–5 μm széles, míg diploid állapota 5–13 μm hosszú, 3–6 μm széles.
Diploid alakja középső ventrális sávja ferdén halad antapikális irányba, hossza mintegy 2,5 μm, míg a haploid egyenesen halad, és 4 μm hosszú.
Mindkét alak ostorai eltérő hosszúak, a diploid állapotban a ventrális ostor hosszabb, míg a haploidban a dorzális.

### Földrajzi különbségek
A T. acuta különböző földrajzi helyeken jelentős morfológiai heterogenitást mutat, amit már 2005-ben feltételezett Novarino.:658

## Életmód
Mixotróf: heterotróf és Synechococcus-fajokba tartozó baktériumokat eszik, emellett fotoszintézisre is képes.
A T. gracilis többé-kevésbé egyenesen és harmonikusan úszik, ostorai általában egyenesek és előre néznek, a T. acuta is egyenesen úszik, de kevésbé harmonikusan. A T. amphioxeia lassú és gyors mozgás közt váltakozik hirtelen irányváltásokkal, a T. minuta a többi fajénál hosszabb ideig áll, a T. merimbuláét nem figyelték meg.:658

## Élőhely
Tengerek parthoz közeli részén fordul elő, valamint édesvízben is megtalálható, egyes fajai mindkét környezetben élhetnek, mivel bizonyos tengeri példányok 18S rDNS-szekvenciái azonosak az édesvíziekéivel.

## Életciklus
Életciklusa haplodiploid, a T. amphioxeia haploid alakját a Plagioselmisbe sorolták korábban Plagioselmis prolonga néven, a T. minuta a Plagioselmis nannoplanctica fajjal, a T. acuta egy meg nem nevezett faj CR-MAL11 törzsével alkot párt.

## Anyagcsere
Cr-fikoeritrin 545-öt tartalmaz.

## Ökológia
A szén-dioxid-koncentráció és az algivorok száma nem befolyásolja jelentősen mennyiségét.

### Kölcsönhatások
Teleaulax-fajokat, elsősorban T. amphioxeiát esznek az obligát mixotróf kleptoplasztikus Mesodinium rubrum és Mesodinium major csillósok és legalább 20 mixotróf és 6 heterotróf páncélos ostoros. A M. rubrumot a Dinophysis caudata eszi, így szerzi meg a Teleaulax plasztiszát. A Strombidium basimorphumban a Teleaulax bekebelezése után annak genetikai anyaga több mint 5, az arról átírt anyag pedig legalább 4 napig fennmarad, ez alapján viszonylag hosszan fennálló aktív zsákmánytranszkripció történik, ami magyarázhatja a bekebelezett kloroplasztiszok túlélését. A Mesodinium–Teleaulax plasztiszasszociáció feltehetően más mikrobiális kölcsönhatásoktól függetlenül jött létre.
Az első Teleaulax-zsákmányt tartalmazó Mesodinium-kultúra 2004-ben jelent meg.
A leginkább tanulmányozott kleptoplasztikus Mesodinium-faj a planktonikus M. rubrum, azonban a Mesodinium coatsi is képes megtartani több Cryptophyta-faj, például a Teleaulax amphioxeia kloroplasztiszát, és a korábban levesztett plasztiszt könnyen újra cseréli. A plasztisz megléte a plasztisz nélküli Mesodiniumhoz képest feltehetően az abban történő fotoszintézis miatt gyorsítja növekedését.
A Dinophysis a Teleaulaxot nem közvetlenül fogyasztja, hanem a M. rubrum fogyasztásával, melyben a Teleaulax-plasztiszok plasztisz-mitokondrium komplexben vannak jelen, ezzel szemben a Dinophysis plasztiszait 2 membrán határolja, és nincs nukleomorfuk vagy mitokondriumuk.

### Életciklusbeli változások
Haplodiploid életciklusa különböző szakaszai különböző niche-ekben élnek: a diploid állapot sok oldott nitrogént tartalmazó alacsony besugárzású környezetben él, míg a haploid kevés oldott nitrogént tartalmazó magas besugárzásúban.

## Genetika
A nem fotokémiai hatáscsökkentéssel és hőelvezetéssel kapcsolatos ycf20 nem található meg ptDNS-ében.
2015-ben szekvenálták a T. amphioxeia ptDNS-ét, mely a Rhodomonas salina szekvenciájához hasonlít, és jelentős szinténia található köztük, hossza 129 772 bp, 143 fehérje-, 30 tRNS-kódoló génje és 2 rRNS-operonja van. DNS-polimeráz III-génjét (dnaX) valószínűleg Firmicutes-fajból szerezte horizontális géntranszferrel a R. salinához hasonlóan, míg a psbN-t reverztranszkriptáz-gént tartalmazó intron nélkül kódolja önálló gén.  143 fehérjekódoló génjéből 135 startkodonja ATG, 7-é GTG, 1-é TTG, 124 stopkodonja TAA, 15-é TAG, 4-é TGA. 44 riboszomális fehérjéje van.
A T. amphioxeia mitokondriális genomja legalább 43 442 bp, GC-tartalma 32,8%, rendelkezik fordított ismétlődő szakasszal. Pozitív irányban 42, negatívban 31 génje íratik át. 45 fehérje-, 26 tRNS-kódoló génje és 4 ismeretlen funkciójú nyitott leolvasási kerete. Intronjai II-es csoportbeliek, csak cox1 génje rendelkezik intronnal, ahol 2 intron van.

## Nehézségek
Bár gyakori a tengerben, nehezen izolálhatók fajai egyalgás kultúrákban érzékenységük és szaporításuk nehézsége miatt.